# SKZ2021
SKZ2021 è la seconda compilation della boy band sudcoreana Stray Kids, pubblicata nel 2021.

## Tracce
1. Scars (Korean version) – 3:19
2. Awaken – 3:13
3. Rock (돌) – 3:13
4. 3rd Eye – 4:03
5. Placebo – 3:55
6. Insomnia (불면증) – 3:26
7. Behind the Light (그림자도 빛이 있어야 존재) – 4:30
8. My Side (편) – 3:36
9. N/S (극과 극) – 3:44
10. 0325 – 3:38
11. For You – 4:09
12. Maze of Memories (잠깐의 고요) – 2:55
13. Broken Compass (고장난 나침반) – 3:41
14. Hoodie Season – 3:54